# Eparchia sremska
Eparchia sremska – jedna z eparchii Serbskiego Kościoła Prawosławnego, z siedzibą w Sremskich Karlovcach. Jej obecnym (2022) ordynariuszem jest biskup sremski Bazyli (Vadić).

## Historia
Ludność serbska była obecna w regionie od IX w. Przed 1344 w Sremskiej Mitrovicy powstał klasztor prawosławny, który następnie przeszedł w ręce benedyktynów. W X–XI w. istniała już eparchia sremska podlegająca Arcybiskupstwu Ochrydzkiemu. Następnie administratura działała w strukturach Serbskiego Kościoła Prawosławnego. Od utworzenia metropolii karłowickiej w 1690 podlegała metropolicie rezydującemu początkowo w monasterze Krušedol, następnie w Szentendre i w Sremskich Karlovcach. W 1848 metropolita karłowicki otrzymał prawo posługiwania się tytułem patriarchy serbskiego. Po reorganizacji struktur Serbskiego Kościoła Prawosławnego w związku z utworzeniem Królestwa Serbów, Chorwatów i Słoweńców metropolita weszła w skład Patriarchatu Serbskiego, urząd patriarchy karłowickiego został zlikwidowany. Do II wojny światowej metropolią sremsko-karlovacką zarządzali patriarchowie serbscy.
W 1947 Święty Sobór Biskupów Serbskiego Kościoła Prawosławnego zdecydował o rozdzieleniu eparchii karlovackiej oraz eparchii sremskiej. Przez trzy lata locum tenens eparchii był biskup Wincenty (Prodanov). W 1951 katedrę objął Nikanor (Iličić). Po czterech latach na urzędzie zastąpił go Makary (Đorđević), który wielokrotnie dokonywał objazdów eparchii, głosił kazania, wyświęcał cerkwie po remontach, zaś w 1964 przyczynił się do ponownego otwarcia seminarium duchownego w Sremskich Karlovcach.

### Biskupi sremscy[1]
- Nikanor (Iličić), 1951–1955
- Makary (Đorđević), 1955–1978
- Andrzej (Frušić), 1980–1986
- Bazyli (Vadić), od 1986

## Monastery
Eparchii podlegają następujące klasztory:
- Monaster Beočin
- Monaster Bešenovo
- Monaster Velika Remeta
- Monaster Mala Remeta
- Monaster Vrdnik
- Monaster Grgeteg
- Monaster Divša
- Monaster Jazak
- Monaster Krušedol
- Monaster Kuveždin
- Monaster Staro Hopovo
- Monaster Novo Hopovo
- Monaster Petkovica
- Monaster Privina Glava
- Monaster Rakovac
- Monaster Fenek
- Monaster Šišatovac